# Robert Jarni
Robert Jarni (Čakovec, 26 oktober 1968) is een voormalig Kroatisch voetballer. De verdediger speelde onder andere voor Juventus, Real Madrid en het Kroatisch voetbalelftal. Nadien werd hij trainer.

## Clubcarrière
Jarni begon met voetballen bij MTČ Čakovec. In februari 1986 werd hij overgenomen door Hajduk Split. Hij bleef tot 1991 bij de club voetballen, waarna hij bij zijn eerste buitenlandse club tekende; AS Bari. Na twee seizoenen gespeeld te hebben met Bari, verhuisde Jarni in 1993 naar Torino. Na een seizoen haalde rivaal Juventus hem binnen. In 1995 vertrok hij naar Spanje om te gaan voetballen bij Real Betis. Hij speelde 98 competitiewedstrijden voor Verdiblancos waarin hij 19 keer wist te scoren.
In de zomer van 1998 nam Coventry City Jarni aanvankelijk over van Real Betis voor £2.600.000. Real Madrid kocht de speler echter direct  over voor £3.400.000. Sommigen mensen denken dat dit vooraf was afgesproken door de twee clubs omdat Real Betis Jarni niet aan Real Madrid wilde verkopen. Bij Real Madrid had Jarni moeite om een basisplaats te bemachtigen, en werd vaak als late wissel ingebracht. Uiteindelijk kwam hij wel tot 27 optredens in de competitie. Jarni's enige doelpunt voor Real was de openingstreffer in een 5-1 overwinning tegen CF Extremadura op 31 oktober 1998.
In de zomer van 1999 verruilde Jarni Real Madrid voor Las Palmas, dat toen uitkwam in de Segunda División. Mede dankzij Jarni's goede spel promoveerde de club naar de Primera División in het seizoen 2000/01. Nadat hij het seizoen daarop zijn basisplaats kwijt was geraakt, ging hij aan de slag bij de Griekse club Panathinaikos op 30 januari 2002. Hij tekende een contract tot het einde van het seizoen.
Jarni speelde maar een handvol wedstrijden voor Trifilara in de Griekse Super League, ondanks dat hij 3 keer meespeelde in de UEFA Champions League in februari en maart 2002. Jarni's contract werd aan het einde van het seizoen niet verlengd, waarna hij bekendmaakte zijn voetbalcarrière als speler te beëindigen.

## Interlandcarrière
Als tiener nam Jarni met het Joegoslavisch voetbalelftal onder 21 deel aan het WK in 1987. Jarni en zijn teamgenoten reikten tot de finale, waarin West-Duitsland na strafschoppen verslagen werd. In 1990 debuteerde hij in het Joegoslavisch voetbalelftal. Hij behaalde 7 caps van 1990 tot 1991, waarin hij 1 doelpunt maakte. Jarni nam met Joegoslavië deel aan het WK van 1990. Op het toernooi kwam hij tot één invalbeurt.
Jarni's interlanddebuut voor Kroatië was op 22 december 1990, in een oefeninterland tegen Roemenië. Hij werd al gauw een vaste waarde in het Kroatisch voetbalelftal en werd ook opgeroepen voor het EK van 1996, het eerste grote toernooi waar Kroatië aan deelnam. Jarni speelde alle groepswedstrijden mee waarna zijn land in de achtste finale werd verslagen door Duitsland.
Twee jaar later werd Jarni opgenomen in de selectie van Kroatië voor het Wereldkampioenschap van 1998, dat plaatsvond in Frankrijk. Het was voor Kroatië de eerste deelname aan een wereldkampioenschap. Het team van bondscoach Miroslav Blažević kende naast Jarni enkele grote namen als Aljoša Asanović, Zvonimir Boban, Robert Prosinečki en Davor Šuker. Jarni speelde alle zeven wedstrijden op het toernooi mee. In de kwartfinale tegen Duitsland (3-0 winst) tekende hij vlak voor rust voor de openingstreffer. Jarni behaalde met Kroatië uiteindelijk de derde plaats door in de troostfinale Nederland te verslaan. Hij speelde alle zeven wedstrijden mee op het toernooi.
Jarni kwam in de jaren die volgden regelmatig uit voor het Kroatisch voetbalelftal tot 2002, toen hij stopte als voetballer. In ruim elf jaar tijd speelde Jarni 81 interlands voor Kroatië. Hij hield het record voor de meeste interlands tot 18 juni 2006, toen Dario Šimić het overnam.

## Trainerscarrière
Jarni begon zijn trainerscarrière als assistent-trainer bij Hajduk Split eind augustus 2007. Na het ontslag van hoofdcoach Sergije Krešić op 26 oktober 2007 werd hij als hoofdcoach voor de groep gezet. Zijn eerst wedstrijd als coach van Hajduk Split was een 1−0 uitoverwinning bij Inter Zaprešić op 27 oktober 2007. Hij tekende na de wedstrijd een één-jarig contract bij de Kroatische club. Het seizoen liep echter uit op een teleurstelling en de club eindigde als vijfde in de competitie, 30 punten achter de kampioen en aartsrivaal Dinamo Zagreb. Jarni werd uiteindelijk vervangen door Goran Vučević op 20 mei 2008, 10 dagen na laatste competitiewedstrijd van het seizoen.
Op 4 augustus 2010 werd Jarni aangesteld als nieuwe manager van Istra 1961. Op 7 augustus 2010 was de eerste wedstrijd van de club onder zijn leiding. Er werd met 1−0 verloren van Lokomotiva Zagreb. Jarni vertrok bij de club op 19 september 2010, na twee gelijke spelen en vier nederlagen in de laatste zes competitiewedstrijden.
Via Hajduk Split onder 19 en FK Sarajevo (Bosnië) kwam Jarni halverwege het seizoen 2014/15 bij het Hongaarse Pécsi terecht. Vanwege problemen met de licentie werd de club aan het einde van het seizoen teruggezet naar het derde niveau. Hierop besloot Jarni te verkassen naar Puskás Akadémia. Op 16 april 2016, op de 30ste speeldag en drie wedstrijden voor het einde van het seizoen 2015/16, verloor Puskás Akadémia in eigen stadion van directe concurrent Békéscsaba, waardoor ze voor het eerst in het seizoen in de degradatiezone terechtkwamen. Als gevolg hiervan werd Jarni ontslagen als hoofdcoach.
In juni 2017 tekende Jarni een contract bij de Kroatische voetbalbond. Hij was eindverantwoordelijk bij achtereenvolgend Kroatië onder 19 en Kroatië onder 20. In augustus 2019 trok hij naar Zuid-Azië om NorthEast United FC te gaan coachen.

## Zaalvoetbalcarrière
Na het beëindigen van zijn voetbalcarrière ging Jarni zaalvoetbal spelen voor de Kroatische club MNK Split. Hij speelde zijn eerste periode bij de club tussen 2002 en 2007. In het seizoen 2007/08 stopte hij met zaalvoetbal omdat hij (interim)trainer werd van Hajduk Split. Toen aan het einde van het seizoen zijn contract niet verlengd werd ging hij weer zaalvoetballen bij MNK Split.
Jarni speelde ook twee interlands en maakte twee doelpunten voor het Kroatisch zaalvoetbalelftal in november 2003 tijdens de kwalificatie  voor het wereldkampioenschap zaalvoetbal.

## Erelijst

### Speler

#### Club
Hajduk Split
- Joegoslavische voetbalbeker (2): 1986/87, 1990/91

Juventus
- Serie A (1): 1994/95
- Coppa Italia (1): 1994/95

Real Madrid
- Wereldbeker voor clubs (1): 1998

Las Palmas
- Segunda División (1): 1999/2000

#### Internationaal
Joegoslavië
- WK onder 20 (1): 1987

1 Ladić ·
2 Jurčević ·
3 Jarni ·
4 Štimac ·
5 Jerkan ·
6 Bilić ·
7 Asanović ·
8 Prosinečki ·
9 Šuker ·
10 Boban  ·
11 Bokšić ·
12 Mrmić ·
13 Stanić ·
14 Soldo ·
15 Pavličić ·
16 Mladenović ·
17 Pamić ·
18 Brajković ·
19 Vlaović ·
20 Šimić ·
21 Cvitanović ·
22 Gabrić ·
Coach: Blažević
1 Ladić ·
2 Krpan ·
3 Šerić ·
4 Štimac ·
5 Jurić ·
6 Bilić ·
7 Asanović ·
8 Prosinečki ·
9 Šuker ·
10 Boban  ·
11 Marić ·
12 Mrmić ·
13 Stanić ·
14 Soldo ·
15 Tudor ·
16 Kozniku ·
17 Jarni ·
18 Mamić ·
19 Vlaović ·
20 Šimić ·
21 Jurčić ·
22 Vasilj ·
Coach: Blažević
1 Pletikosa ·
2 Šerić ·
3 Šimunić ·
4 Tomas ·
5 Rapaić ·
6 Živković ·
7 Vugrinec ·
8 Prosinečki ·
9 Šuker  ·
10 N. Kovač ·
11 Bokšić ·
12 Butina ·
13 Stanić ·
14 Soldo ·
15 Šarić ·
16 Vranješ ·
17 Jarni ·
18 Olić ·
19 Vlaović ·
20 Šimić ·
21 R. Kovač ·
22 Balaban ·
23 Vasilj ·
Coach: Jozić